# Ariadna insidiatrix
Ariadna insidiatrix is een spinnensoort in de taxonomische indeling van de zesoogspinnen (Segestriidae).
Het dier behoort tot het geslacht Ariadna. De wetenschappelijke naam van de soort werd voor het eerst geldig gepubliceerd in 1826 door Jean Victor Audouin.